# Hannes Hager

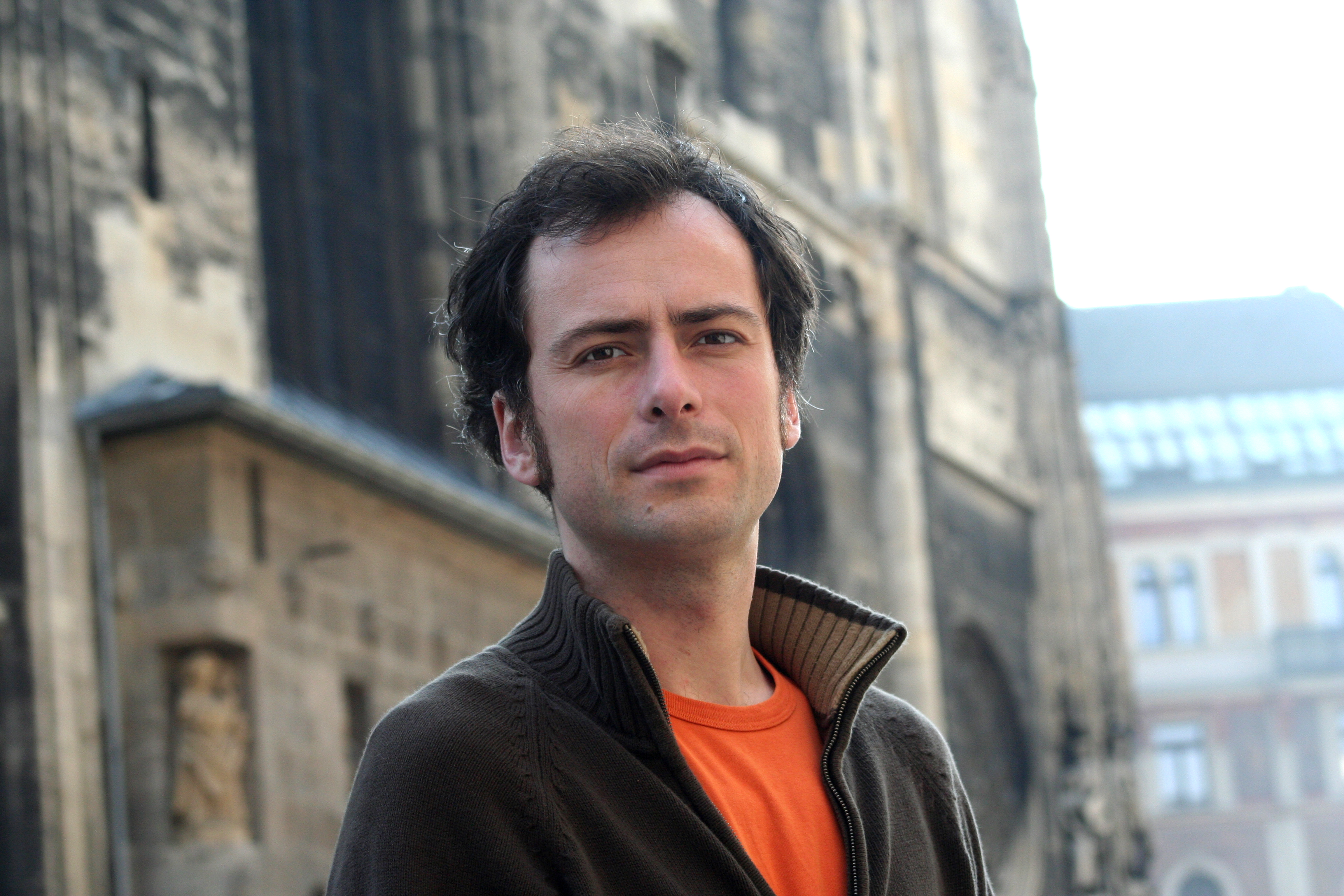
Hannes Hager (2008)

Hannes Hager (* 15. August 1972 in Graz) ist ein österreichischer Musiker, Autor und Schauspieler.

## Leben
Hager schloss 1993 eine Ausbildung als Kindergärtner und Horterzieher ab. Er war angestellt als Musikpädagoge bei den Barmherzigen Brüdern in Kainbach bei Graz.
Die von ihm 1993 gegründete Folk-Rock-Band UR war kurz darauf Sieger beim steirischen Bandwettbewerb. Das Debütalbum der Band war 1995 beim ersten Mal. UR verband die regionalen Wurzeln in Form von traditioneller steirischer/österreichischer Musik und Dialektsprache mit den Elementen der aktuellen Jugend-Musik zu verbinden. Die Band UR löste sich im Jahr 2000 auf.
2000 bis 2004 war Hager vorwiegend und zwischen 2000 und 2007 in Theaterprojekten und mit verschiedenen Musikern und Bands tätig.
2007 erschien das Soloalbum :herz unter der musikalischen Supervision von Martin Moro und in Zusammenarbeit mit dem Filmemacher Markus Haslinger, der die dem Album beiliegende DVD mit einem Reise-Porträt von Hannes Hager gestaltete.
Nach :herz folgte eine dreijährige Schaffenspause. Im Sommer 2010 präsentierte Hannes Hager ein neues Programm unter dem Titel Lichtblicke. 2011 erschien die Pop-Single Family. 2014 produzierte Hannes Hager das Album My Irish Heart. 2015 folgte das Album The Fisherman.
2016 eröffnete Hannes Hager das Plattenlabel „Rooftop Records“ in Graz.

## Veröffentlichungen

### Diskografie
- 1995 beim ersten Mal
- 1996 Chickendance (UR, Soundtrack zu einer Modenschau-Choreografie)
- 1997 Le chemin (zweites Album mit UR)
- 2000 check out (drittes Album mit UR)
- 2004 For you(CD-Veröffentlichung Gin Mum & Freunde)
- 2005 Shine for you (CD-Veröffentlichung The New Delhi Swinger Club)
- 2007 :herz Solo-Debütalbum in Zusammenarbeit mit dem Filmemacher Markus Haslinger
- 2014: My Irish Heart – Album
- 2015: The Fisherman – Album

### Bücher
- 2003 Schroom (Verlag Weishaupt)
- 2019 Pures Leben: Eine poetische Reise durch innere Galaxien auf der Suche nach einem besonderen Klang (Verlag Morawa Lesezirkel) ISBN 978-3990935224.

### Schauspiel
- die Schaufel, die Zeitung und die anderen (Schauspieler, 1995)
- Spurensuche (Schauspieler, 1996)
- die Veranstaltung (Schauspieler 1997)
- Schroom, Vanillekipferl, Stern und Zitrone (Musiktheater, Inszenierung, 2003)
- grenz gang (performance, freigangproduktionen, Schauspieler, 2005)
- Musiktheaterworkshops für Kinder (2005)